# Lūlekābād
Lūlekābād (persiska: لولک آباد, لولَك آباد) är en ort i Iran.   Den ligger i provinsen Zanjan, i den nordvästra delen av landet, 300 km väster om huvudstaden Teheran. Lūlekābād ligger 2 159 meter över havet och antalet invånare är 198.
Terrängen runt Lūlekābād är kuperad, och sluttar västerut. Runt Lūlekābād är det ganska glesbefolkat, med 47 invånare per kvadratkilometer. Närmaste större samhälle är Māhneshān, 16,9 km väster om Lūlekābād. Trakten runt Lūlekābād består i huvudsak av gräsmarker.